# Війт. Смертельна справа
«Війт. Смертельна справа» — збірка оповідань Леся Мартовича.

## Історія видання
Видруковано у Львові накладом Павла Волосєнки в 1907 році. П'ята, за ліком, збірка покутського автора складалася з 2 оповідань на 30 сторінках. Друкуваласся на вулиці Коперника 20 в «Друкарні Удїлова» і входила до Біблїотеки «Громадського голосу» була частиною №4.

## Зміст
- Смертельна справа;
- Війт.